# 分子力学法

力場がこのエタン分子の結合伸縮エネルギーを最小化するために使われる。

分子力学法（ぶんしりきがくほう、Molecular Mechanicsの頭文字よりMM法と略される）あるいは分子力場計算（ぶんしりきばけいさん）は、分子の立体配座の安定性や配座間のエネルギー差を原子間に働く力によるポテンシャルエネルギーの総和によって計算する手法のことである。
分子の持つエネルギーはシュレーディンガー方程式を解くことによって計算することが可能であるが、これは分子を構成する原子および電子の数が多くなると計算量が急激に増加し困難になる。
しかしその一方で、分子の内部の原子同士に働く力はその原子の種類や結合様式が同じならば、別の種類の分子でもほぼ同じである。例えばsp3混成の炭素原子と水素原子の結合距離はどのような分子でもほぼ0.11 nm、結合エネルギーはほぼ4.1×102 kJ mol−1、赤外吸収スペクトルでほぼ2950 cm−1付近に吸収を示す。このことはsp3混成の炭素原子と水素原子の結合距離の伸縮に伴って2つの原子間に働く力が分子によらず、ある一つの数式で表すことができることを示唆している。
そこで原子間に働くすべての力を、原子間の結合を表すパラメータ（結合距離、結合角など）を変数とし、原子の種類や結合様式によって決まる関数で表す。そしてそれらの力によるポテンシャルエネルギーの総和が分子の持つエネルギーとなっていると考える。このような考えのもとに、様々な実験値をうまく説明できるような原子間のポテンシャルエネルギーを表す式を経験的に、あるいは量子化学的手法によって導き、それによって分子の立体配座の安定性や配座間のエネルギー差を計算する手法が分子力学法である。このポテンシャルエネルギーによる力の場を分子力場というため、分子力場計算ともいう。
分子力学法での分子のイメージは原子を球として、その球をその両端の原子の種類によって強さが決まったばねで結びつけたような感じである。それぞれのばねが引きのばされたり押し縮められたりして、すべてのばねのポテンシャルエネルギーの合計が最も小さくなったところで、その分子の持つエネルギーと立体配座が決まることになる。
分子力学法は計算量が量子化学的手法に比べて少ないため、原子数の多い分子においても容易に計算結果が得られるという利点がある。しかし、原子の種類や結合様式が異なるごとに別のポテンシャルエネルギーの式を使わなければならないため、前もって準備しておくパラメータの数が非常に多くなってしまうという欠点がある。
単純な分子力学法においては分子の持つポテンシャルエネルギーEは
{\displaystyle E=\sum E_{d}+\sum E_{a}+\sum E_{t}+\sum E_{n}}
- Edは直接結合している2原子間の結合距離によるポテンシャルエネルギー
- Eaは直接結合している3原子間の結合角によるポテンシャルエネルギー
- Etは直接結合している4原子間の二面角によるポテンシャルエネルギー
- Enは直接結合していない2原子が空間的に接近することによるポテンシャルエネルギー

と表される。
Edは結合の伸縮によって生じるポテンシャルエネルギーを表す。Edの経験的で良い近似とされる式はモース・ポテンシャルが良く知られているが、この式は指数関数を含んでいるため計算量が多くなり、分子力学法のメリットを打ち消してしまうためあまり用いられない。また古典的な方法としてはフックの法則に従う調和振動子として取り扱う方法がある。近似の程度はあまり高くないが、計算量が少ないため高分子の計算に使用される。より近似の程度を改善したものとしてはモース・ポテンシャルの平衡結合距離付近での振る舞いを近似した結合距離の3次式、あるいは4次式などが使用される。しかしこれらの式では、平衡結合距離から離れた部分ではエネルギー値がまったく当てにならなくなってしまうため、反応の遷移状態のエネルギー計算などは不可能である。
Eaは結合角の圧縮や拡大によって生じるポテンシャルエネルギーを表す。Eaを表す経験的な式には、調和振動子として取り扱う方法がまず挙げられる。さらに近似を高める場合には結合角の4次式や6次式が使用される。
Etは単結合の回りの回転に伴うポテンシャルエネルギーや、二重結合の平面から原子がずれることによって生じるポテンシャルエネルギーを表している。Etは二面角を360度回転させると元の形に戻る周期関数であるので、フーリエ級数型の式が用いられる。近似を高める場合には高次のフーリエ級数の項を含む式が使用される。
Enは立体的な反発や非共有電子対による静電的な斥力やファン・デル・ワールス力や水素結合による引力が含まれるので様々な形の項を含む。立体的な反発とファン・デル・ワールス力を良く表すものとしては、引力が原子間距離の6乗に反比例し斥力が原子間距離の12乗に反比例するレナード-ジョーンズ・ポテンシャルがあり、これがよく使用されている。
より精度を追求した分子力場では、例えば結合距離が伸びたときには二面角によるエネルギーを補正するというような、2種類以上の構造を表す変数を含む交差項とよばれる項が導入されている。
代表的な分子力場の種類としては以下のようなものが挙げられる。それぞれターゲットとしている用途や分子に特色がある。
- MM2、MM3、MM4 (Molecular Mechanics program 2 or 3 or 4)
- MMFF94 (Merck Molecular Force Field 94)
- AMBER (Assisted Model Building and Energy Refinement)
- CHARMM (Chemistry at HARvard Macromolecular Mechanics)

分子力学法においては分子力場から受ける力に従って原子の空間的な配置を移動させていくことで、よりエネルギーの低い配座に変化させていき、最終的には停留点として安定配座を求めることができる。単純なソフトウェアでは初期に入力した立体配座に近い安定配座の1つが求まるのみであるが、より高機能なソフトウェアでは複数の初期配座を自動的に発生させて、複数の安定配座を求められるものもある。
通常の分子力学法は静止した分子を扱うのに対し、分子動力学法は分子やその集団の運動を扱う。分子動力学法の中でも分子内あるいは分子間に働く力を記述するために分子力学法が利用されている。